# Hadina (rybník)
Hadina je rybník v okrese Pelhřimov v Kraji Vysočina. Nachází se na okraji města Humpolec v blízkosti části Hadina. Rybník leží v nadmořské výšce 495 m. Byl vybudován v roce 2009, jeho rozloha je 12 ha. V lokalitě se dříve nacházel rybník Velký humpolecký, který zanikl okolo roku 1905. Cena díla byla 38 milionů. Délka hráze dosahuje 260 metrů, maximální hloubka je 4,5 metrů. Rybník má pozvolně se svažující zatravněné břehy. V roce 2015 byla u rybníka vybudovaná cyklostezka.

## Vodní režim
Rybník je napájen třemi toky. Prvním je Pstružný potok, který nedaleko pramení a do rybníka teče od západu. Od jihu ho napájí menší tok, který protéká také rybníky Dvořák a Dusilovský. Třetím je malý tok, který pramení pod Orlovskými lesy a do rybníka ústí na východní straně.

## Využití
Rybník slouží ke sportovnímu rybolovu, rekreaci a k zadržování vody při povodních.

## Zajímavosti v okolí
- Cyklostezka a cyklotrasy.
- Dostihové závodiště, kde se koná Zlatá podkova.
- Orlovské lesy.